# Guillaume Bouisset
Pour les articles homonymes, voir Bouisset (homonymie).
Guillaume Bouisset, né le 7 janvier 1973 à Bédarieux, est un footballeur français. Il était défenseur.

## Carrière
- 1990-1997 : FC Martigues (international militaire et espoir)
- 1997-1998 : EA Guingamp (0 match - 0 but)
- 1998-1999 : Red Star (35 matches - 6 buts)
- 1999-2000 : Amiens SC (30 matches - 1 but)
- 2000-2001 : RC Lens (1 match - 0 but)[1],[2]

## Statistiques
- 1er match en Division 1 : le 24 juillet 1993, Lille - Martigues
- 65 matchs en Division 1
- 123 matchs en Division 2

## Palmarès
- Champion de France de D2 en 1993 avec Martigues